# Célestin Lainé
Célestin Lainé (Nantes, 1908 - comtat de Galway, 1983) fou un militant nacionalista bretó, també conegut com a Neven Henaff. Es va criar a Ploudalmézeau (Finisterre). Ja el 1929 fundà la societat secreta Kentoc'h Mervel (Abans la mort), estudià enginyeria i química i fou oficial de la reserva de l'exèrcit francès alhora que es dedicava a la lluita per a la independència de Bretanya.
El 1930 creà amb Guillaume Berthou l'organització armada Gwenn-ha-Du, que proposà l'acció directa i que actuà en relació amb l'Alemanya nazi i l'IRA. També va publicar a la revista Stur un article resumint el seu credo sota el títol «Les nostres dues bases, Irlanda i Prússia». El grupuscule perpetrà alguns atemptats amb bomba, el més rellevant dels quals va destruir el monument de la Unió de Bretanya a França, a la plaça de l'ajuntament de Rennes.
El 1936 va crear el Kadervenn (Servei Especial), una unitat paramilitar concebuda sobre el model de l'IRA, amb una dotzena de membres que realitzaren algunes maniobres militars el 1938 i que el 1940 es transformà en Lu Brezhon
El 29 de juny de 1938 fou jutjat a Rennes amb altres autonomistes bretons i va rebutjar dirigir-se al tribunal en francès i fa llegir als seus advocats una declaració o reivindica l'honor d'haver rentat l'ultratge de Marx Dormoy i reclama la pena més difícil per tal de poder profetitzar el proper adveniment d'una república bretona. És condemnat el juny de 1938 a alguns mesos de presó.
Un cop esclatà la Segona Guerra Mundial, es va adherir al nacional-socialisme i continuà amb la pretensió de crear un exèrcit bretó. El 1939 viatjà a Alemanya i va obtenir l'enviament d'un carregament d'armes a bord del Gwalarn, que va embarrancar a Locquirec la nit del 8 al 9 d'agost de 1939 (Desembarcament d'armes de Plestin); les armes foren recuperades i amagades a Perros-Guirec. L'octubre de 1939 fou novament arrestat al nord de França i condemnat a 4 anys de presó per escriure una carta que l'exèrcit francès considerà sediciosa. Enviat a Clairvaux, es va fugar el juny del 1940 i participà en l'establiment del Comitè Nacional Bretó a Pontivy el juliol de 1940. S'emparà del castell dels Rohan i intentarà fer-ne la caserna general del Lu Brezhon, però l'oposició popular el va fer traslladar-lo al mas de Ker Riou a Gouezec, vira Pleyben, tot i que les accions i la presència del grup suscitaren una forta oposició de la població local. Alhora, es va oposar de posar-lo a les ordres del Partit Nacional Bretó i se'n va veure exclòs.
Participà en la creació, amb Yann Goulet, del Bagadou Stourm (tropes de combat) on s'assegura la instrucció dels voluntaris i controlarà la unitat personalment, el Servei Especial, que el 1942 s'escindirà del Bagadou Stourm. El novembre del 1943, contrari a la política contemporitzadora del PNB, va constituir la Bezen Kadoudal, una legió de voluntaris independentistes amb uniforme alemany, que va preparats per combatre no sols a França sinó a qualsevol enemic del Reich. Aquest exèrcit no fou reconegut pel PNB ni pel seu cap, Raymond Delaporte. Lainé aleshores reanomenà el grup com a Bezen Perrot (milícia Perrot), en referència a l'abat Perrot, capellà ardent defensor del bretó que fou assassinat per la Resistència.
El grup reclutarà 66 persones de finals de 1943 fins a juliol de 1944, tots ells amb uniforme alemany verd de gris amb una calavera, i enrolats en la Sicherheitsdienst. Els fou encarregada la missió de vigilar l'edifici de la Gestapo a Rennes i els seus presoners, així com lluitar contra els maquis de Bretanya, principalment membres de les FFI i FTP i de torturar els presoners.
El maig de 1944 va fundar simbòlicament un nou nou Partit Nacional Bretó en una línia nacionalista més radical, però la fi de la guerra provocà nombroses desercions a les seves files. Aleshores marxà clandestinament a Alemanya i s'establí a Tübingen amb els restes de la milícia Perrot.
En acabar la guerra, fou jutjat pel Tribunal Permanent de les Forces Armades de París, qui el va condemnar a mort per contumàcia. Es va establir a Irlanda, on va treballar de químic fins a la seva mort. Les seves centres foren escampades per veterans de la Bezen Perrot, sobre el camp de Batalla de Saint-Aubin-du-Cormier el 1988.